# Озеро Задоволення

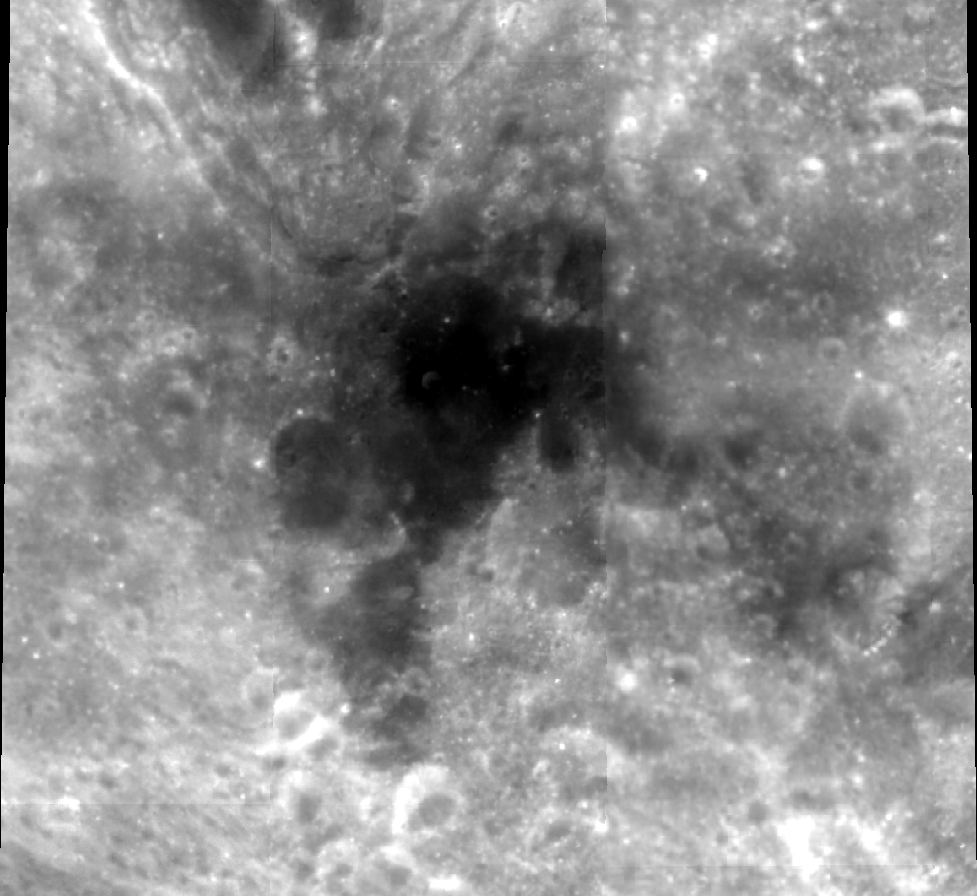
Мозаїка знімків «Клементини», зроблених при високому Сонці

Озеро Задоволення (лат. Lacus Luxuriae) — маленька морська ділянка на зворотному боці Місяця. Розмір — близько 50 км, координати центра — 19°24′ пн. ш. 175°30′ сх. д. / 19.4° пн. ш. 175.5° сх. д.. Його латинську назву Міжнародний астрономічний союз затвердив 1976 року. Інше її значення — «Озеро Розкошу».

## Розташування й суміжні об'єкти
Озеро Задоволення розташоване в центрі 600-кілометрового басейну Фрейндліх — Шаронов поруч із кількома меншими безіменними морськими ділянками. Координати центра озера — 19°24′ пн. ш. 175°30′ сх. д. / 19.4° пн. ш. 175.5° сх. д..
На півночі Озеро Задоволення межує зі своєрідним великим витягнутим кратером Бейс-Баллот, де теж є невелика морська ділянка. На південному сході від озера лежить кратер Віртанен, а на південному заході — Андерсон. Крім того, в околицях є кілька сателітів цих кратерів. В самому озері найменованих деталей поверхні станом на 2015 рік нема.

## Опис
Озеро Задоволення має неправильну форму з виступами на південь та південний схід і нечіткі краї. Його краї значно світліші за середину. Однією з причин їх світлого кольору може бути перемішування їх темної лави зі світлими материковими породами завдяки метеоритним ударам. Є версія, що північна частина озера темна не лише через присутність морської лави, а й пірокластичних порід, але ця думка є спірною. Крім того, за спектральними даними виявлено деяку відмінність порід північно-східної та південно-західної частини озера; ймовірно, це результат двох різних вивержень.
Поверхня озера лежить на 2,5–2,6 км нижче за місячний рівень відліку висот, приблизно на одному рівні з сусідніми дрібними морськими ділянками.

## Геологічна історія
Басейн Фрейндліх — Шаронов, у якому лежить Озеро Задоволення, з'явився в донектарському періоді, а його морські ділянки — значно пізніше. Вік лавового покриву озера за результатами підрахунку кратерів, що накопичилися там за час його існування, оцінюють як пізньоімбрійський. Розподіл кратерів за розміром вказує на те, що озеро було вкрите лавою 3,7 млрд років тому, а через 0,2–0,3 млрд років там відбулося нове виверження, яке створило лавовий покрив товщиною 15–30 м і знищило всі кратери, менші за кількасот метрів. 3,3 млрд років тому північна частина озера, ймовірно, ще раз вкрилася лавою. Товщина цього шару склала 10–20 м. Приблизно тоді ж лава розлилася в сусідньому кратері Бейс-Баллот.